# Windsor Spitfires
Die Windsor Spitfires sind ein kanadisches Eishockeyteam aus Windsor, Ontario. Das Team wurde 1971 als Nachwuchsteam gegründet. Es spielt seit 1975 in einer der drei höchsten kanadischen Junioren-Eishockeyligen, der Ontario Hockey League (OHL). Bereits von 1945 bis 1953 spielte unter dem Namen Spitfires ein Juniorenteam in Windsor.

## Geschichte
Nach einigen Jahren im Jugendeishockey spielten die Spitfires als Juniorenteam von 1945 bis 1953 in der Ontario Hockey Association. Mit Al Arbour, Glenn Hall, Marcel Pronovost und Terry Sawchuk spielten vier spätere Mitglieder der Hockey Hall of Fame im Team.
Nach der Neugründung 1971 spielte das Team vier Jahre in der Southern Ontario Junior A Hockey League. Dort wurde 1973 die Jack Oakes Trophy errungen und die Mannschaft konnte die beiden nächsten Jahre als bestes Team die reguläre Saison beenden.
1975 wurden die Spitfires bei der Erweiterung der OMJHL (die heutige OHL) nach 22 Jahren Abstinenz wieder aufgenommen.
1980 gewann das Team erstmals den Division Titel. Die Peterborough Petes standen jedoch einem Titel als Champion der OHL im Weg. 1984 wurde die Mannschaft von Peter Karmanos junior gekauft und in Windsor Compuware Spitfires umbenannt. 1988 qualifizierten sich die Spitfires als Sieger der OHL für den Memorial Cup und erreichten dort das Finale. Hier scheiterte die Mannschaft an den Medicine Hat Tigers. Nachdem Karmanos das Team 1989 an Steve Riolo verkauft hatte, wurde die Namensänderung zurückgenommen.

## Logos

Logo von 1974 bis 1984
Logo von 1987 bis 2007/08

## Erfolge
|  | Memorial Cups - 1988 Finalniederlage gegen die Medicine Hat Tigers - 2009 Finalsieg gegen die Kelowna Rockets - 2010 Finalsieg gegen die Brandon Wheat Kings - 2017 Finalsieg gegen die Erie Otters J. Ross Robertson Cup - 1988 Finalsieg gegen die Peterborough Petes - 2009 Finalsieg gegen die Brampton Battalion - 2010 Finalsieg gegen die Barrie Colts | Hamilton Spectator Trophy - 1987–88 102 Punkte - 2008–09 115 Punkte Wayne Gretzky Trophy - 2008–09 - 2009–10 | Division Trophies - 1979–80 Emms Trophy, Emms Division - 1987–88 Emms Trophy, Emms Division - 2008–09 Bumbacco Trophy, West Division - 2009–10 Bumbacco Trophy, West Division |

## Spieler

### Erstrunden-Draftpicks
| Draftjahr | Spieler             | als | Team                  |
| --------- | ------------------- | --- | --------------------- |
| 1980      | Paul Gagné          | 19. | Colorado Rockies      |
| 1982      | Paul Lawless        | 14. | Hartford Whalers      |
| 1988      | Darrin Shannon      | 4.  | Pittsburgh Penguins   |
| 1992      | Todd Warriner       | 4.  | Québec Nordiques      |
| 1992      | Cory Stillman       | 6.  | Calgary Flames        |
| 1994      | Ed Jovanovski       | 1.  | Florida Panthers      |
| 2000      | Steve Ott           | 25. | Dallas Stars          |
| 2001      | Jason Spezza        | 2.  | Ottawa Senators       |
| 2001      | Tim Gleason         | 23. | Ottawa Senators       |
| 2005      | Steve Downie        | 29. | Philadelphia Flyers   |
| 2008      | Josh Bailey         | 9.  | New York Islanders    |
| 2008      | Greg Nemisz         | 25. | Calgary Flames        |
| 2009      | Ryan Ellis          | 11. | Nashville Predators   |
| 2010      | Taylor Hall         | 1.  | Edmonton Oilers       |
| 2010      | Cam Fowler          | 12. | Anaheim Ducks         |
| 2011      | Jack Campbell       | 11. | Dallas Stars          |
| 2013      | Kerby Rychel        | 19. | Columbus Blue Jackets |
| 2014      | Joshua Ho-Sang      | 28. | New York Islanders    |
| 2016      | Michail Sergatschow | 9.  | Montreal Canadiens    |
| 2016      | Logan Brown         | 11. | Ottawa Senators       |
| 2016      | Logan Stanley       | 18. | Winnipeg Jets         |
| 2017      | Gabriel Vilardi     | 18. | Los Angeles Kings     |

### Weitere ehemalige Spieler
1945–1953
- Al Arbour
- Don Cherry
- Glenn Hall
- Marcel Pronovost
- Earl Reibel
- Terry Sawchuk

1975 – heute
- Michael Clarke
- Matt Cooke
- Peter DeBoer
- Christian Fischer
- Todd Gill
- Adam Graves
- Philipp Grubauer
- Adam Henrique
- Claude Julien
- Zack Kassian
- Slater Koekkoek
- Tom Kühnhackl
- Michael Leighton
- Brendan Lemieux
- Paul Maurice
- Roland Melanson
- Michal Neuvirth
- Richard Pánik
- Joel Quenneville
- Michael Rupp
- Mickey Renaud
- Ahren Nittel Spylo
- Travis Scott
- D.J. Smith
- Jamie Storr
- Jason Ward
- Austin Watson
- Kyle Wellwood

### Gesperrte Trikotnummern
- 9 – Adam Graves
- 15 – Ernie Godden
- 18 – Mickey Renaud (ab September 2008)
- 23 – Scott Miller

Außerdem gelten folgende als honorierte Trikotnummern, die aber weiterhin in der Zirkulation sind:
- 4 – Marcel Pronovost
- 6 – Joel Quenneville
- 11 – Gordon Haidy